# Salacia dicarpellata
Salacia dicarpellata är en benvedsväxtart som beskrevs av Ludwig Eduard Theodor Loesener. Salacia dicarpellata ingår i släktet Salacia och familjen Celastraceae. Inga underarter finns listade.